# Сацумасендай
Сацумасендай (яп. 薩摩川内市 Сацумасэндай-си) — город в Японии, находящийся в префектуре Кагосима. Площадь города составляет 683,50 км², население — 96 762 человека (1 августа 2014), плотность населения — 141,57 чел./км².

## Географическое положение
Город расположен на острове Кюсю в префектуре Кагосима региона Кюсю, на реке Сендай. С ним граничат города Кагосима, Кирисима, Идзуми, Хиоки, Акуне, Аира, Итикикусикино и посёлок Сацума. На территории города находится АЭС «Сэндай».

## Население
Население города составляет 96 762 человека (1 августа 2014), а плотность — 141,57 чел./км². Изменение численности населения с 1980 по 2005 годы:
| 1980 | 102 143 чел. |  |
| 1985 | 108 105 чел. |  |
| 1990 | 106 432 чел. |  |
| 1995 | 106 737 чел. |  |
| 2000 | 105 464 чел. |  |
| 2005 | 102 370 чел. |  |

## Символика
Деревом города считается Ilex rotunda, цветком — Lilium speciosum, птицей — Zosterops japonicus.